# ياسين مرياح
ياسين مرياح (مواليد 2 يوليو 1993)، وهو لاعب كرة قدم دولي تونسي، يلعب لصالح الترجي الرياضي التونسي.
كان في الأصل لاعب وسط ميدان دفاعي، لكنّه منذ انتقاله إلى النادي الرياضي الصفاقسي لعب في عدة مراكز دفاعية أخرى مثل مدافع محوري وظهير أيمن.

## مسيرته
تكوّن ياسين مرياح في الجمعية الرياضية بأريانة، الفريق الذي كان ينشط في الرابطة التونسية المحترفة الثانية، وفي موسم 2013-2014، ذهب إلى النجم الرياضي بالمتلوي الصاعد حديثا إلى الرابطة التونسية المحترفة الأولى حينها، ولم يكد يبلغ 20 سنة.
بعد قضائه موسمين مع هذا الفريق برز فيهما بشكل لافت، وتمت دعوته خلالهما إلى المنتخب الأولمبي التونسي، جذب اللاعب اهتمام مسؤولي النادي الرياضي الصفاقسي، أحد الفرق الأهم في البطولة التونسية الذين سعوا للتعاقد معه، وقد تم ذلك بداية من موسم 2014-2015.
ومنذ موسمه الأوّل مع النادي الصفاقسي، ضمن ياسين مرياح مركزا أساسيا في تشكيلة الفريق، ونجح في اللعب في عديد المراكز الدّفاعية في الفريق. وأدّى نجاحه مع فريقه إلى دعوته إلى المنتخب التونسي لكرة القدم لأوّل مرّة من طرف المدرب جورج ليكنز يوم 13 يونيو 2015 لمواجهة المغرب في إطار تصفيات كأس الأمم الأفريقية 2017.

## روابط خارجية
- ياسين مرياح على موقع الاتحاد الدولي (مؤرشف)  (الإنجليزية)
- ياسين مرياح على موقع الاتحاد الأوربي (الإنجليزية)
- ياسين مرياح على موقع اتحاد تركيا (لاعب) (الإنجليزية)
- ياسين مرياح على موقع قاعدة بيانات كرة القدم.إي يو (الإنجليزية)
- ياسين مرياح على موقع بيانات كرة القدم. دي إي (الألمانية)
- ياسين مرياح على موقع ليكيب (الفرنسية)
- ياسين مرياح على موقع ناشيونال فوتبول تيمز (الإنجليزية)
- ياسين مرياح على موقع Soccerway.com (الإنجليزية)
- ياسين مرياح على موقع عالم كرة القدم.نت (الإنجليزية)
- ياسين مرياح على موقع كووورة